# Tanatocenosis

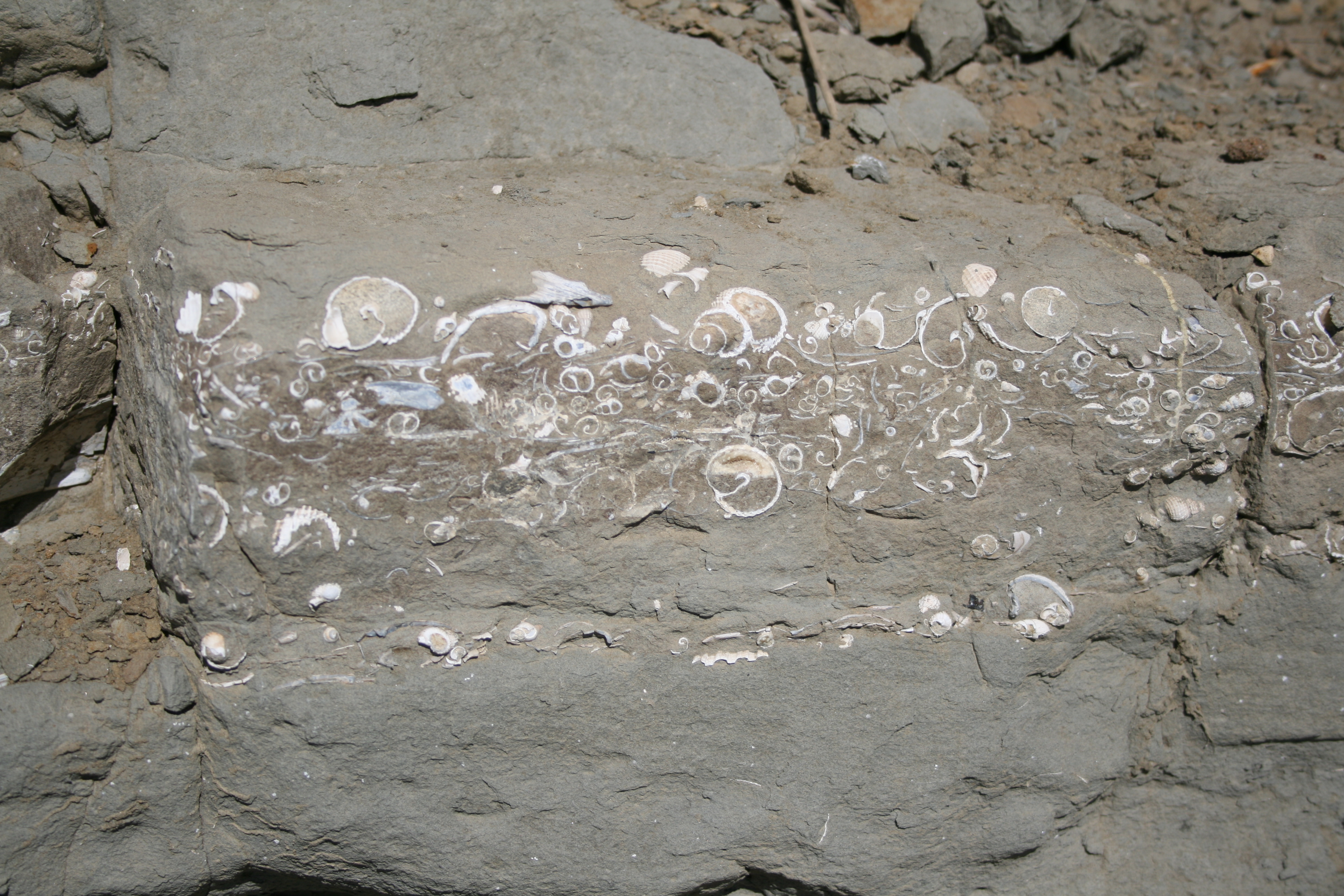
Tanatocenosis de moluscos marinos (gasterópodos y bivalvos), en niveles estratificados dentro de sedimentos arcillosos

Tanatocenosis (del griego thánatos, 'muerte' y koinos, 'comunidad') es un término usado en paleontología que describe el conjunto de restos de organismos, procedentes de una o varias biocenosis, que han fallecido juntos. Cuando estos restos se han acumulado y enterrado juntos constituyen una tafocenosis. Las tanatocenosis pueden formarse en ambientes diversos que facilitan la acumulación de restos. Ambientes típicos son las áreas submareales, depresiones, cavidades o zonas de acreción de los meandros. La disciplina que estudia las tanatocenosis es la tafonomía.